# Verano de Escándalo
Verano de Escándalo es un evento de lucha libre que se da una vez al año, producido por AAA, gracias a su fundador Antonio Peña. Verano de Escándalo es uno de los cinco grandes eventos de la lucha libre profesional mexicana, junto con Triplemanía, Héroes Inmortales, Guerra de Titanes y Torneo Rey de Reyes.

## Historia
El primer evento de Verano de Escándalo se llevó a cabo el 14 de septiembre de 1997 y se han celebrado hasta ahora 17 eventos, el último celebrado el 14 de junio de 2015 en Nuevo León en la arena Monterrey. Todos los programas de Verano de Escándalo han llevado a cabo dentro de la República mexicana, con la mayoría de los eventos celebrados en el toreo de cuatro caminos en el Estado de México. Como ya es tradición la los eventos más importantes de la AAA. Luchadores compiten dentro de un ring de lucha libre hexagonal y no el ring de cuatro lados que la promoción utiliza para eventos de televisión La asistencia más alta documenteda para un espectáculo de Verano de Escándalo fue de 18.500 espectadores para el evento de 1997. La asistencia más baja registrada fue de 4.021 espectadores para el evento de 1999.
Hasta el año 2015, Verano de Escándalo ha sido testigo de trece Luchas De Apuestas. Dos veces al luchador ha sido desenmascarado y once veces al luchador o luchadores tienen el cabello de su cabeza rapada, como resultado de perder la lucha de Apusta. El evento ha tenido nueve luchas de campeonato, con seis campeonatos que cambiaron de manos. Dos veces al Verano de Escándalo ha sido sede de la final de un torneo para establecer un nuevo Campeonato de AAA, en 2007 el primer AAA World Heavyweight Champion y se determinó en 2008 el primer Mundial de la AAA Mini-Estrella se coronó campeón. De los quince eventos principales hasta la fecha seis han sido una jaula de acero de eliminación y también bajo las reglas de luchas de apuestas.

## Fechas y lugares de Verano de Escándalo
| Evento                   | Fecha                    | Estadio                        | Lugar                                                           | Evento principal |
| ------------------------ | ------------------------ | ------------------------------ | --------------------------------------------------------------- | --- |
| Verano de Escándalo 1997 | 14 de septiembre de 1997 | Tonalá, Jalisco                | Río Nilo Coliseo                                                | Lucha de cabelleras en Jaula: Perro Aguayo, El Hijo del Perro Aguayo y Heavy Metal Vs Sangre Chicana, Picudo y El Cobarde                                                                         |
| Verano de Escándalo 1998 | 18 de septiembre de 1998 | Ciudad Madero, Tamaulipas      | Centro de Convenciones                                          | Lucha en Jaula: Heavy Metal y Blue Demon Jr. Vs Kick Boxer y Abismo Negro |
| Verano de Escándalo 1999 | 17 de septiembre de 1999 | México, Distrito Federal       | Gimnasio Juan de la Barrera                                     | Lucha de apuesta en Jaula: Heavy Metal y Octagón Vs Jaque Mate y Kick Boxer |
| Verano de Escándalo 2000 | 29 de septiembre de 2000 | Ciudad Madero, Tamaulipas      | Centro de Convenciones                                          | Heavy Metal y El Hijo del Perro Aguayo Vs Latin Lover y Hector Garza |
| Verano de Escándalo 2001 | 16 de septiembre de 2001 | Naucalpan, Estado de México    | Toreo de cuatro caminos                                         | Canek, El Zorro, Latin Lover y Heavy Metal Vs Cibernético, Head Hunter I, Electroshock y Abismo Negro                                                                                             |
| Verano de Escándalo 2002 | 16 de septiembre de 2002 | Naucalpan, Estado de México    | Toreo de cuatro caminos                                         | Cuadrangular de Cabelleras Electroshock Vs El Zorro Vs El Dandy Vs El Hijo del Perro Aguayo |
| Verano de Escándalo 2003 | 31 de agosto de 2003     | Guadalajara, Jalisco           | Coliseo Olímpico Universitario de la Universidad De Guadalajara | Lucha Callejera La Parka Vs Cibernético |
| Verano de Escándalo 2004 | 16 de octubre de 2004    | Orizaba, Veracruz              | Plaza de Toros "La Concordia"                                   | Lucha en Jaula Mascaras Vs Cabelleras: Los Viper´s (Psicosis, Histeria y Mosco de la Merced) Vs Heavy Metal, El Zorro e Intocable                                                                 |
| Verano de Escándalo 2005 | 18 de septiembre de 2005 | Naucalpan, Estado de México    | Toreo de cuatro caminos                                         | Lucha de apuesta en Jaula Electrificada: Cibernético Vs Latin Lover Vs Shocker Vs Chessman |
| Verano de Escándalo 2006 | 17 de septiembre de 2006 | Naucalpan, Estado de México    | Toreo de Cuatro Caminos                                         | La Parka, Octagón y Gronda Vs Jeff Jarret, Abyss y Konnan El Barbaro |
| Verano de Escándalo 2007 | 16 de septiembre de 2007 | Guadalajara, Jalisco           | Plaza de Toros Nuevo Progreso                                   | Lucha en domo de la muerte: Secta del Mesías (Dark Ozz, Dark Cuervo, Dark Escoria y Espíritu) Vs Hell Brother's (Charly Manson, El Zorro, Cibernético)                                            |
| Verano de Escándalo 2008 | 14 de septiembre de 2008 | Zapopan, México                | Auditorio Benito Juárez                                         | Lucha en jaula hexadrilátero con reglas callejeras: Vampiro Canadiense Vs El Mesías |
| Verano de Escándalo 2009 | 21 de agosto de 2009     | Ciudad Madero, Tamaulipas      | Centro de Convenciones                                          | Lucha Triangular en Jaula por el Megacampeonato de peso completo de AAA: Dr. Wagner Jr. (campeón) Vs Cibernético Vs. El Mesías                                                                    |
| Verano de Escándalo 2010 | 14 de agosto de 2010     | Orizaba, Veracruz              | Plaza de Toros La Concordia                                     | Los Perros del Mal (El Hijo del Perro Aguayo, Damián 666 & L.A. Park) vs. Cibernético, El Mesías y La Parka                                                                                       |
| Verano de Escándalo 2011 | 31 de julio de 2011      | Guadalajara, Jalisco           | Plaza de Toros Nuevo Progreso                                   | Los Perros del Mal (Damián 666, Halloween & X-Fly) vs. Los Psycho Circus (Monster Clown, Murder Clown & Psycho Clown)                                                                             |
| Verano de Escándalo 2014 | 7 de junio de 2014       | Orizaba, Veracruz              | Plaza de Toros La Concordia                                     | Cibernético, Myzteziz y La Parka vs. La Sociedad (Averno, Chessman & El Hijo del Perro Aguayo) |
| Verano de Escándalo 2015 | 14 de junio de 2015      | Monterrey, Nuevo León          | Arena Monterrey                                                 | Myzteziz, La Parka y Rey Mysterio Jr. vs. Johnny Mundo, El Mesías y Pentagón Jr. |
| Verano de Escándalo 2017 | 4 de junio de 2017       | Ciudad Juárez, Chihuahua       | Gimnasio Josué Neri Santos                                      | Psycho Clown y Dr. Wagner Jr. vs. El Nuevo Poder del Norte (Soul Rocker & Carta Brava Jr.) vs. Totalmente Traidores (Monster Clown & Murder Clown)                                                |
| Verano de Escándalo 2018 | 3 de junio de 2018       | Monterrey, Nuevo León          | Plaza de Toros "La Monumental"                                  | Rey Wagner vs. Rey Mysterio Jr. vs. Jeff Jarrett |
| Verano de Escándalo 2019 | 16 de junio de 2019      | Mérida, Yucatán                | Poliforum Zamná                                                 | Psycho Clown y Rey Wagner vs. Blue Demon Jr. y Taurus |
| Verano de Escándalo 2021 | 3 de julio de 2021       | Tequisquiapan, Querétaro       | No desvelada                                                    | Los Mercenarios (Texano Jr., Rey Escorpión y Taurus) vs. Los Psycho Circus (Psycho Clown, Monster Clown y Murder Clown)                                                                           |
| Verano de Escándalo 2022 | 5 de agosto de 2022      | Aguascalientes, Aguascalientes | Arena San Marcos                                                | Los Lucha Brothers (Pentagón Jr., Fenix) y Taya Valkyrie vs.El Hijo del Vikingo, Taurus y Chik Tormenta                                                                                           |
| Verano de Escándalo 2023 | 21 de julio de 2023      | Aguascalientes, Aguascalientes | Arena San Marcos                                                | Alberto El Patrón, El Hijo del Vikingo y Psycho Clown vs. Cibernético, Gringo Loco y Sam Adonis                                                                                                   |
| Verano de Escándalo 2024 | 2 de agosto de 2024      | Aguascalientes, Aguascalientes | Palenque de la Feria                                            | La Secta del Mesías (El Mesías, Dark Escoria & Dark Espíritu) vs. Los Psycho Circus (Dave the Clown, Murder Clown & Panic Clown) vs. Nueva Generación Dinamita (Forastero & Sansón) y Fresero Jr. |